# 타이중 저우지 야구장

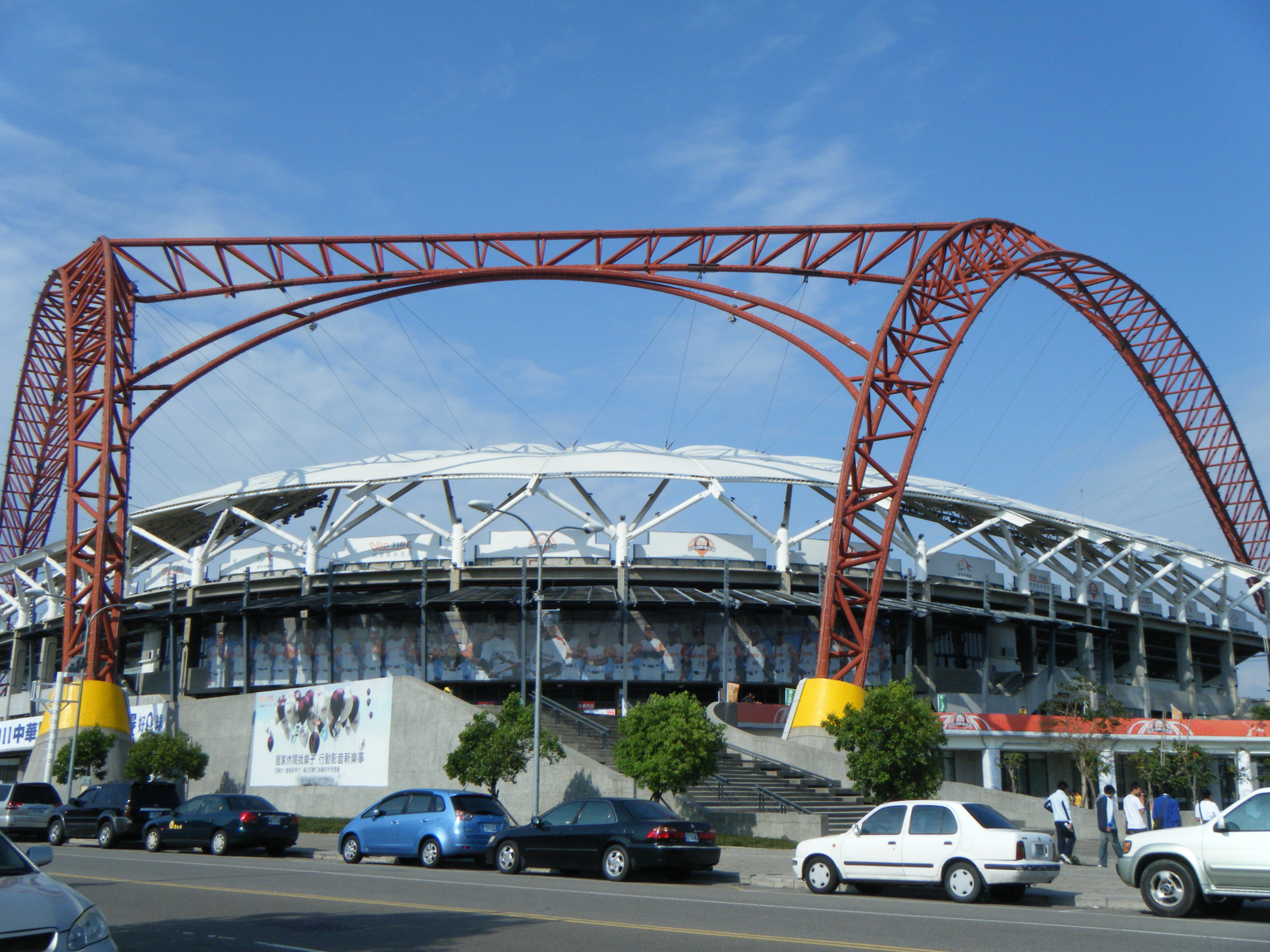
타이중 저우지 야구장

타이중 저우지 야구장(台中洲際棒球場) 또는 타이중 대륙간컵 야구장은 2006년 대륙간컵 야구 대회를 위해 타이중시에 만든 야구장이다. 다르게는 인터콘티넨털 야구장으로도 부른다. 2006년에 완공했으며 19,000석을 가지고 있다. 현재 CPBL 소속 싱농 불스가 EDA 라이노스로 인수되기 전인 2012 시즌까지 홈 구장으로 사용되었다. 이후 2013년 월드 베이스볼 클래식 등 주로 국제대회와 프로야구 일부 경기를 개최하다가 2015시즌부터 중신 브라더스가 제1 홈구장으로 사용 중이다. 2015년 WBSC 프리미어 12 등 여전히 국제대회도 열리고 있다.

## 같이 보기
- 대만의 야구 경기장 목록